# Ceroplesis revoili
Ceroplesis revoili es una especie de escarabajo longicornio del género Ceroplesis, subfamilia Lamiinae. Fue descrita científicamente por Fairmaire en 1882.
Se distribuye por Yibuti, Etiopía y Somalia. Mide 24-37 milímetros de longitud. El período de vuelo de esta especie ocurre en los meses de febrero, marzo, abril, mayo, junio, julio, agosto, septiembre, octubre y noviembre.